# Noccaea coloradensis
Noccaea coloradensis là một loài thực vật có hoa trong họ Cải. Loài này được (Rydb.) Holub mô tả khoa học đầu tiên năm 1998.